# Бистриця (Благоєвградська область)
Би́стриця (болг. Бистрица) — село в Благоєвградській області Болгарії. Входить до складу общини Благоєвград.

## Населення
За даними перепису населення 2011 року у селі проживали 90 осіб, з них 89 осіб (98,9%) — болгари.
Розподіл населення за віком у 2011 році:
Динаміка населення: